# Canale di Mezzo
Il canale di Mezzo (in croato Srednji kanal) è un tratto di mare che si trova tra le grandi isole della Dalmazia centrale nella regione zaratina, in Croazia. 
Non va confuso con il canale di Veglia, detto anche canale di Mezzo (in croato Srednja vrata, "porta di mezzo").

## Geografia

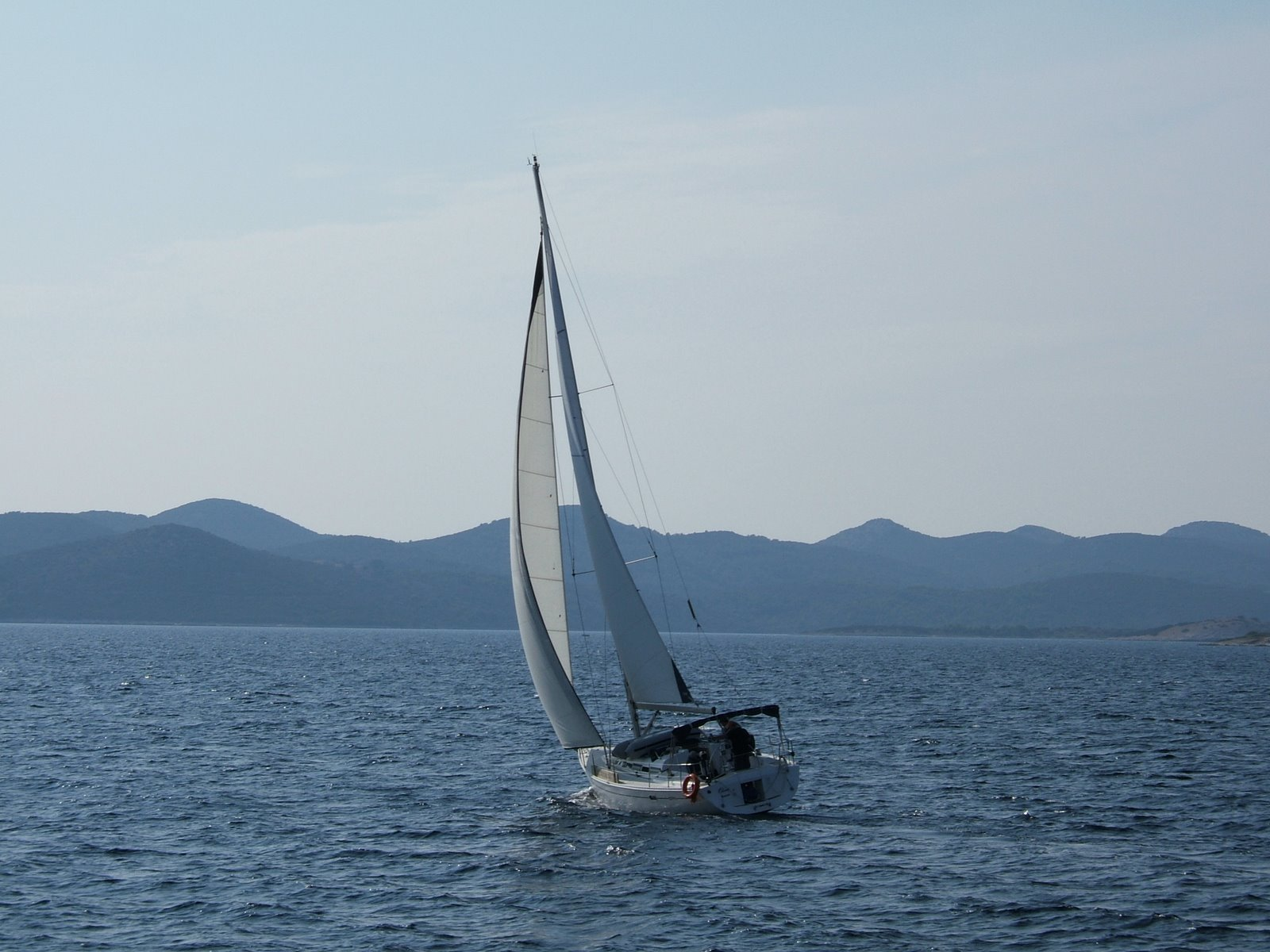

Il canale, che ha un andamento nord-ovest/sud-est, è delimitato a est dalle isole di Sestrugno, Ugliano e Pasman e a ovest dall'isola Lunga, Eso, Laudara e dalla linea formata da Balabra, Sit, Sitno e Gangarol. 
A sud il canale di Mezzo si immette nel mare di Morter (Murtersko more), mentre nella parte settentrionale si suddivide in diversi canali minori:
- canale di Sferinaz[11] (Zverinački kanal), che divide Sferinaz dall'isola Lunga;
- canale di Tun[12] o di Tonno Grande[13] (Tunski kanal), che divide Ton Grande da Sferinaz;
- canale di Sestrugno[14] (Sestrunjski kanal), che separa Ton Grande da Sestrugno.

### Cartografia
- (HR) Mappa topografica della Croazia 1:25000, su preglednik.arkod.hr. URL consultato il 7 agosto 2017.
- Carta di cabottaggio del mare Adriatico, foglio VII, Milano, Istituto geografico militare, 1822-1824. URL consultato il 10 luglio 2017 (archiviato dall'url originale il 13 aprile 2013).